# XXV edició de la Mostra de València
La XXV edició de la Mostra de València, coneguda oficialment com a XXV Mostra de València - Cinema del Mediterrani, va tenir lloc entre el 15 i el 24 de juliol de 2004 a València. Aquesta fou l'última edició dirigida per José Antonio Escrivá, fill del director Vicente Escrivá.
Les projeccions es tornen fer als Cines Martí de València i a la Malva-rosa. Es van projectar un total de 214 pel·lícules, de les que 102 (el 48 %) no són de països mediterranis: 18 a la secció oficial, 26 a la secció informativa, 19 a la secció "Y la Palmera se fue" (retrospectiva dels guanyadores de la Mostra), 9 de la Secció Expressionisme alemany, 6 de la secció Dogma, 5 de la secció "Free Cinema anglès", 10 d'Estrenes de la Mostra que no participen a la secció oficial, 6 a l'homenatge a Tony Leblanc, 8 a l'homenatge a Maribel Verdú, 2 a l'homenatge a Yvonne Blake, 10 a l'homenatge a Silvana Mangano, 5 a la Secció José Iturbi, 8 a la secció "100 anys sense Jean Gabin, 6 a la Secció Jean Cocteau, 16 a la secció "Reyes de la Risa", 7 a la secció Marylin, 7 a la Secció FantasGore, 6 a la Secció "Arco Iris" (temàtica LGBT), 2 a la Secció "Sólo para tus ojos", 2 a la Secció Bollywood, 7 al cicle In Memoriam (Germán Montaner, Luis Cuenca, Peter Ustinov, Juanjo Menéndez, José Giovanni i José Antonio de la Loma), 9 de la Secció 25 Anys i Secció Cinema i Sorra (projeccions a la Malva-rosa), 3 de la Secció Matinal Familiar i 17 de la Secció Mostra Cinema. El cartell d'aquesta edició seria fet per Rafael Contreras Juesas i el pressupost fou de 2.050.000 euros.
La gala d'inauguració va tenir lloc al Teatre Principal fou presentada per Paula Vázquez i Josep Àngel Ponsoda, en la que l'artista invitada és Faye Dunaway i s'entrega la Mostra d'Honor a Maribel Verdú i Tony Leblanc, qui no va poder assistir per malaltia.
La gala de clausura va tenir lloc al Teatre El Musical d'El Cabanyal i fou presentada per Josep Àngel Ponsoda i Maria Rosaria Omaggio, i s'hi entrega el premi AISGE a l'actriu valenciana Lola Cardona.

## Pel·lícules exhibides

### Secció oficial
- Natë pa hënë d'Artan Minarolli
- Gori vatra de Pjer Žalica
- Svjedoci de Vinko Brešan
- Sahar el layaly de Hani Khalifa
- Kajmak i marmelada de Branko Đurić
- Aquitania de Rafa Montesinos
- L'Esquive d'Abdellatif Kechiche
- Gamilia narki de Dimitris Indares
- Or de Keren Yedaya
- Il fuggiasco d'Andrea Manni
- Jawhara bent el habs de Saâd Chraïbi
- Atash de Tawfik Abu Wael
- A Passagem da Noite de Luís Filipe Rocha
- Profesionalac de Dušan Kovačević
- Ma Yatlubuhu al-Musstamiun d'Abdellatif Abdelhamid
- Dar el Nas de Mohamed Damak
- Bekleme Odası de Zeki Demirkubuz
- Çamur de Derviş Zaim

### Secció informativa
- Mala uva de Javier Domingo
- La piel de la tierra de Manuel Fernández
- Agent triple d'Éric Rohmer
- Per sempre de Alessandro Di Robilant
- Jagoda u supermarketu de Dušan Milić

### Estrenes Mostra
- Fahrenheit 11/9 de Michael Moore
- Kill Bill: Volum 2 de Quentin Tarantino
- Tais-toi ! de Francis Veber
- Isi/Disi. Amor a lo bestia de Chema de la Peña

### Cicles i Homenatges
Expressionisme alemany
- Metropolis (1927) de Fritz Lang
- Nosferatu (1922) de F. W. Murnau
- El gabinet del Doctor Caligari (1920) de Robert Wiene

## Jurat
Fou nomenat president del jurat el productor italià Leo Pescarolo i la resta del tribunal va estar format per guanyadors de la Palmera d'edicions anteriors: el director espanyol Juan Miñón, el productor tunisià Ahmed Bahaeddine Attia, l'actriu marroquina Siham Assif, el compositor grec Nikos Kypurgos, i el director i guionista israelià Jonathan Sagall.

## Premis
- Palmera d'Or (30.000 euros): Gori vatra de Pjer Žalica [8][9]
- Palmera de Plata (18.030 euros): A Passagem da Noite de Luís Filipe Rocha
- Palmera de Bronze (6.010 euros): Or de Keren Yedaya
- Premi Pierre Kast al millor guió: 
  - Pjer Žalica per Gori vatra 
  - Luís Filipe Rocha per A Passagem da Noite
- Premi a la millor interpretació femenina: Leonor Seixas per A Passagem da Noite de Luís Filipe Rocha
- Menció a la millor interpretació femenina:
  - Dana Ivgy i Ronit Elkabetz per Or de Keren Yedaya 
  - Sara Forestier i Sabrina Ouazani per L'Esquive d'Abdellatif Kechiche
- Premi a la millor interpretació masculina: Branko Đurić per Kajmak i marmelada de Branko Đurić
- Menció a la millor banda sonora: Dimitris Papadimitrou per Gamilia narki de Dimitris Indares
- Menció a la millor fotografia: Assaf Sudri per Atash de Tawfik Abu Wael [10]
- Premi Fipresci: Bekleme Odası de Zeki Demirkubuz